# Xã Palmer, Quận Northampton, Pennsylvania
Xã Palmer (tiếng Anh: Palmer Township) là một xã thuộc quận Northampton, tiểu bang Pennsylvania, Hoa Kỳ. Năm 2010, dân số của xã này là 20.691 người.